# USCA Foot
Union Sportive de la Commune d'Antananarivo Football w skrócie USCA Foot – madagaskarski klub piłkarski z siedzibą w Antananarywie, występujący w pierwszej lidze madagaskarskiej.

## Sukcesy
- I liga[1]:
  - mistrzostwo (1):  2005.

- Puchar Madagaskaru[2]:
  - zwycięstwo (1):  2005.

## Występy w afrykańskich pucharach
| Sezon | Rozgrywki           | Runda    | Kraj              | Klub                 | Dom | Wyjazd | Dwumecz |
| ----- | ------------------- | -------- | ----------------- | -------------------- | --- | ------ | ------- |
| 2005  | Puchar Konfederacji | 1        | Tanzania          | Prisons FC           | 4–1 | 0–1    | 4–1     |
| 2005  | Puchar Konfederacji | 2        | Sudan             | Al-Merreikh Omdurman | 3–1 | 0–3    | 3–4     |
| 2006  | Liga Mistrzów       | wstępna  | Reunion           | AS Excelsior         | 2–0 | 1–3    | 3–3     |
| 2006  | Liga Mistrzów       | 1        | Południowa Afryka | Mamelodi Sundowns FC | 1–1 | 2–2    | 3–3     |
| 2006  | Liga Mistrzów       | 2        | Ghana             | Asante Kotoko SC     | 1–0 | 0–6    | 1–6     |
| 2006  | Puchar Konfederacji | play-off | Angola            | GD Interclube        | 0–0 | 0–1    | 0–1     |

## Stadion
Domowe mecze klub rozgrywa na stadionie o nazwie Stade Municipal de Mahamasina w Antananarywie, który może pomieścić 40880 widzów.